# Polesine Zibello
Polesine Zibello ist eine norditalienische Gemeinde (comune) mit 3120 Einwohnern (Stand: 31. Dezember 2023) in der Provinz Parma in der Region Emilia-Romagna. Sie wurde am 1. Januar 2016 aus den Gemeinden Polesine Parmense und Zibello gebildet mit Sitz der Gemeindeverwaltung in Zibello.

## Geographie
Das Gemeindegebiet umfasst eine Fläche von 48,51 km². Der Ort liegt auf einer Höhe von 35 Metern über dem Meer. Ortsteile (frazioni) sind Ardella, Ardola, La Motta, Ongina, Pieveottoville, Polesine Parmense, Santa Croce, Santa Franca, Vidalenzo und Zibello. Die Nachbargemeinden sind Busseto, Pieve d’Olmi (CR), Roccabianca, San Daniele Po (CR), Soragna, Stagno Lombardo (CR) und Villanova sull’Arda (PC). Die Gemeinde grenzt an die Provinz Piacenza sowie an die lombardische Provinz Cremona.

## Sehenswürdigkeiten
- Antica Corte Pallavicina, Schloss, errichtet im 13. Jahrhundert von Oberto Pallavicino
- Convento dei Domenicani (Dominikanerkonvent), von 1494 bis 1510 im Renaissance-Stil errichtet
- Palazzo Pallavicino, gotisches Schloss aus dem 15. Jahrhundert
- Chiesetta della Beata Vergine delle Grazie, gotische Kirche aus dem 14. Jahrhundert
- Chiesa dei Santi Gervasio e Protasio, gotische Kirche aus dem 16. Jahrhundert

## Persönlichkeiten
- Oberto Pallavicino (vermutlich 1197–1269), Condottiere, in Polesine Parmense vermutlich geboren
- Rannuzio Pallavicino (1663–1712), Kardinal
- Alberto Costa (1873–1950), Bischof von Lecce
- Carlo Bergonzi (1924–2014), Tenor